# Henryk Albin Tomaszewski

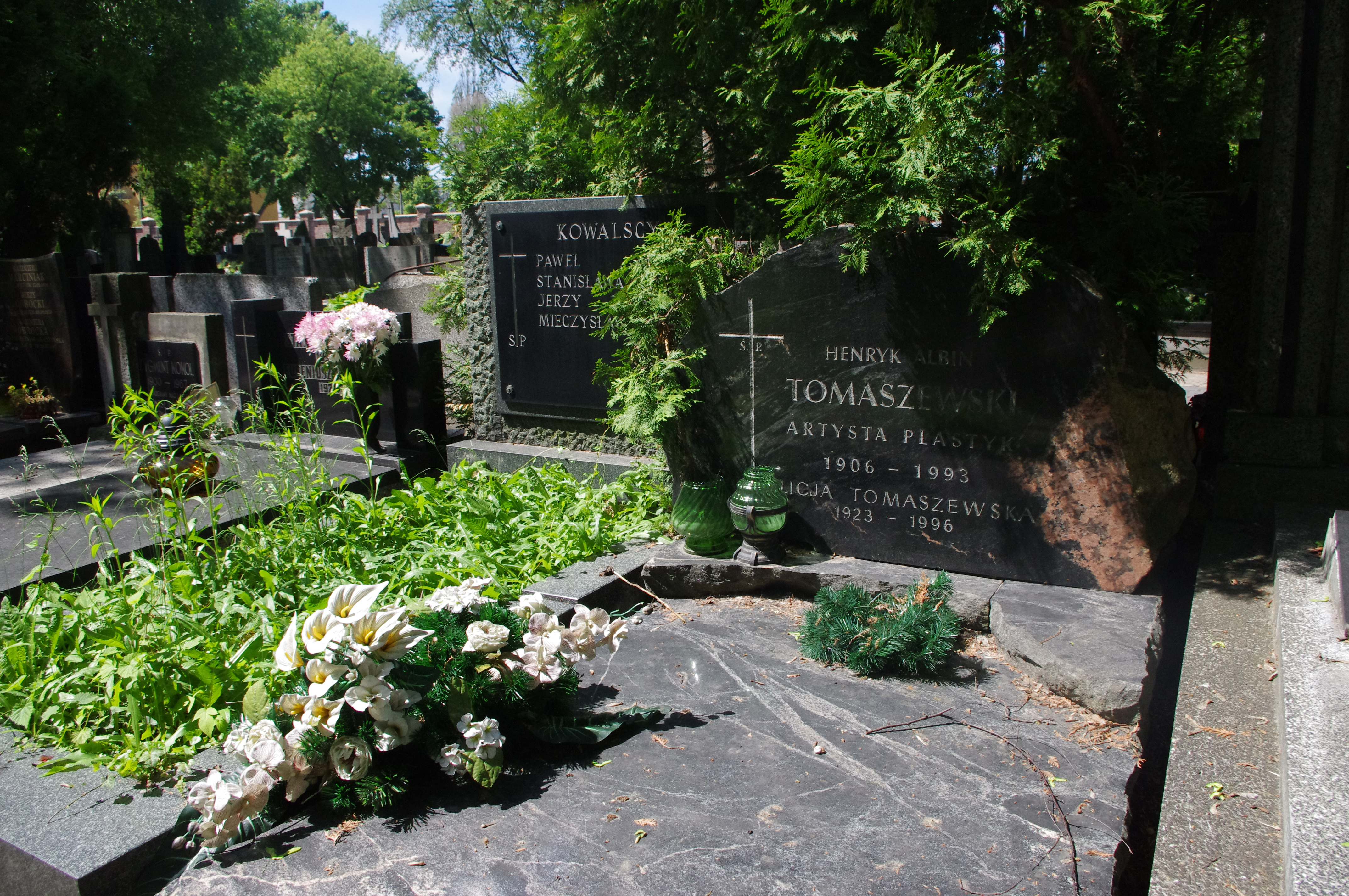
Grób rzeźbiarza Henryka Albina Tomaszewskiego na cmentarzu Powązkowskim w Warszawie

Henryk Albin Tomaszewski (ur. 1 marca 1906 w Siedlcach, zm. 19 lipca 1993 w Warszawie) – polski rzeźbiarz specjalizujący się w szkle artystycznym.

## Życiorys
W latach 1926–1930 studiował w Miejskiej Szkole Sztuk Zdobniczych i Malarstwa w Warszawie, w latach 1930–1936 studiował pod kierunkiem prof. Tadeusza Breyera i prof. Tadeusza Pruszkowskiego w warszawskiej Akademii Sztuk Pięknych.
W 1946 wyjechał do Szklarskiej Poręby, gdzie do 1950 roku pracował i tworzył w tamtejszej hucie szkła „Józefina”. Od 1950 roku tworzył jako artysta niezależny. W latach 1950–1952 wykładał w Pracowni Projektowania Szkła Państwowej Wyższej Szkole Sztuk Plastycznych we Wrocławiu. Po 1963 roku osiadł na stałe w Warszawie tworząc swoje szklane rzeźby m.in. w hutach szkła na Targówku, w Wołominie, Falenicy i Ożarowie. Miał szereg wystaw indywidualnych w kraju i za granicą. Szklane rzeźby Henryka Albina Tomaszewskiego znajdują się w kolekcjach muzealnych i prywatnych w Polsce i na świecie.
Dzieła Tomaszewskiego charakteryzują się dużą ekspresyjnością. W swojej sztuce inspirował się muzyką (Chopin, Czajkowski, Lutosławski) oraz poezją (Norwid).
Pochowany na cmentarzu Powązkowskim w Warszawie (kwatera 154a-5-2).